# Chlotrudis Awards
O Chlotrudis Awards é uma cerimônia anual onde os melhores do cinema independente e internacional são homenageados através da Chlotrudis Society for Independent Film, que é uma organização sem fins lucrativos da área de Boston. As indicações para o Chlotrudis Awards são escolhidas todo ano no mês de Janeiro e anunciadas no final do mesmo mês. O público pode votar no site oficial da premiação.

## Categorias
- Melhor Ator
- Melhor Atriz
- Melhor Elenco
- Melhor Fotografia
- Melhor Diretor
- Melhor Documentário
- Melhor Filme
- Melhor Design de Produção
- Melhor Roteiro Original
- Melhor Roteiro Adaptado
- Melhor Curta-metragem
- Melhor Ator Coadjuvante
- Melhor Atriz Coadjuvante